# Merodoras nheco
Merodoras nheco är en fiskart som beskrevs av Higuchi, Birindelli, Sousa och Heraldo A. Britski 2007. Merodoras nheco ingår i släktet Merodoras och familjen Doradidae. Inga underarter finns listade i Catalogue of Life.